# Aleta cuablanca
L'aleta cuablanca (Alethe diademata) és una espècie d'ocell de la família dels muscicàpids (Muscicapidae) que habita boscos del Senegal, Gàmbia, Guinea Bissau, Guinea, Sierra Leone, Libèria, Costa d'Ivori, Ghana i Togo. El seu estat de conservació es considera de risc mínim.